# Matamata (miasto)
Matamata – miasto w Nowej Zelandii. Położone w północnej części Wyspy Północnej, w regionie Waikato, 6405 mieszkańców. (dane szacunkowe – styczeń 2010).
W mieście kręcono sceny z Shire do dwóch trylogii filmowych opartych na prozie J.R.R. Tolkiena: Władcy Pierścieni i Hobbita.

## Przypisy

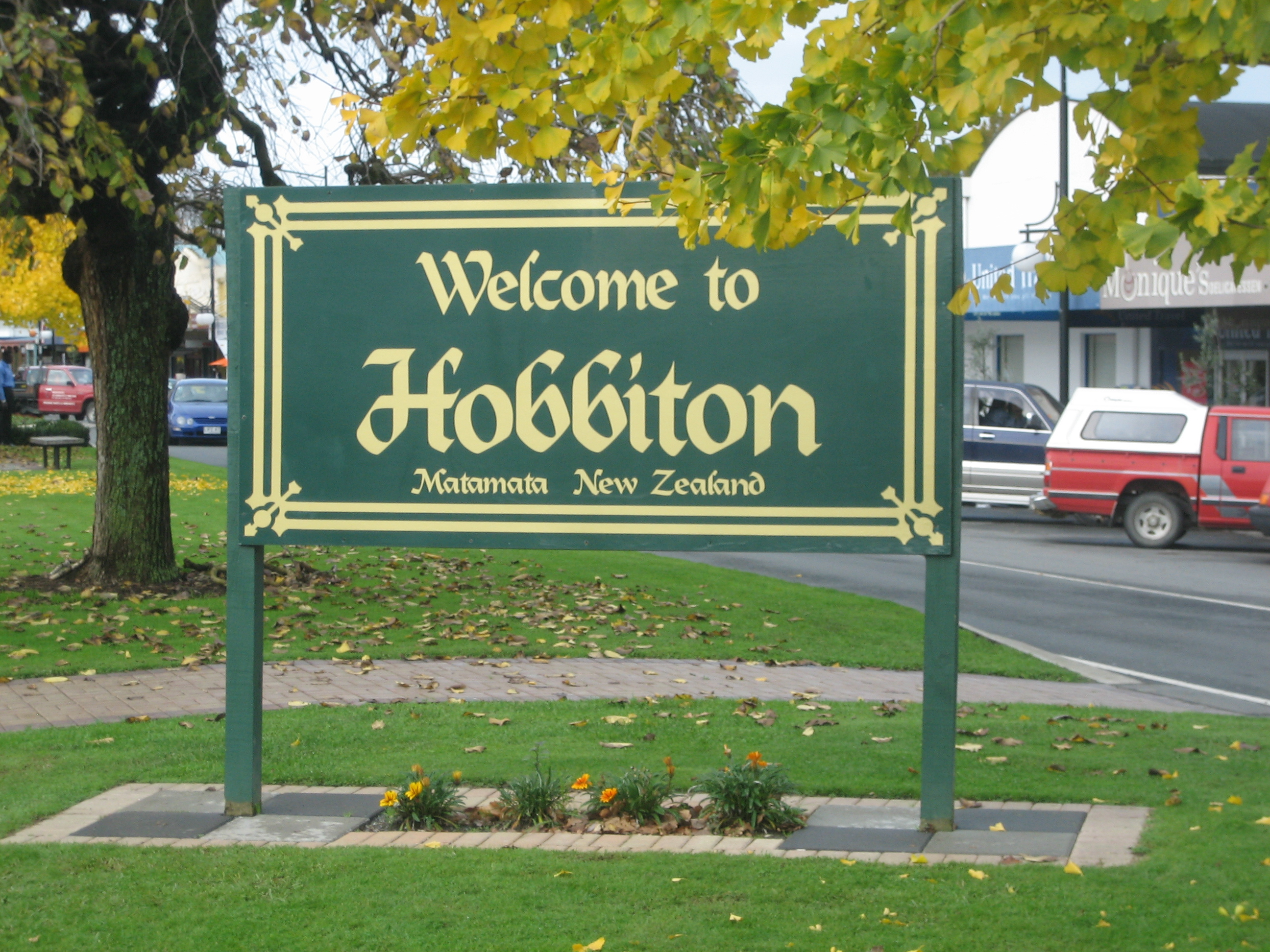
Tablica informacyjna
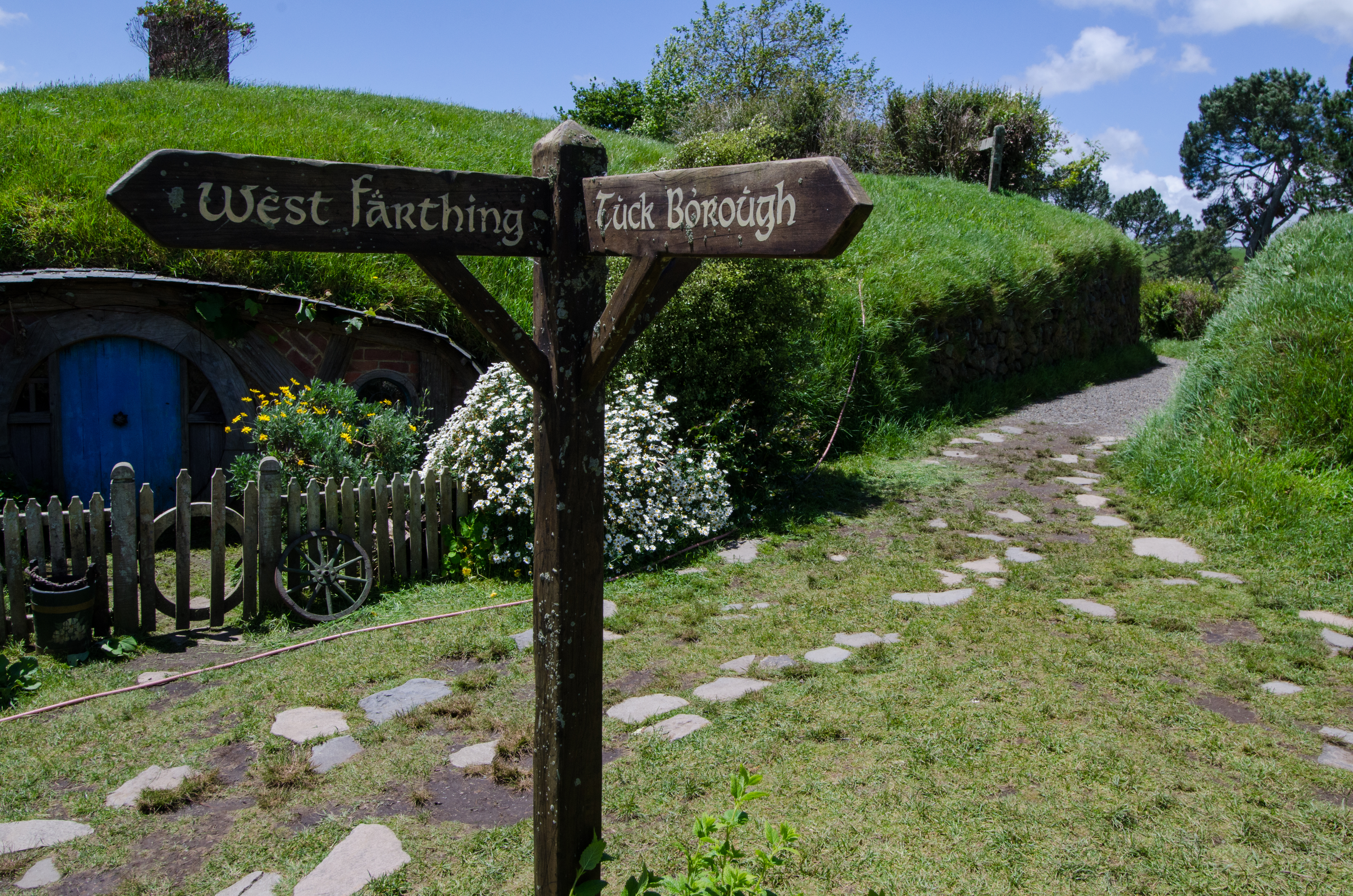
Scenografia filmów Petera Jacksona
Szkoła w mieście w latach 50.